# メロディーズ (中西保志のアルバム)
『メロディーズ』は中西保志の4枚目のカバー・アルバム。2009年11月11日発売。発売元は徳間ジャパンコミュニケーションズ。

## 概要
『Standards』『Standards2』『Standards3』に続くカバー・アルバムは、昭和に発売された日本の楽曲から選曲された10曲と、ボーナス・トラック2曲から構成される全12曲。

## 収録曲
編曲：新川博（1,3,8-11）京田誠一（2,4-7,12）
1. for you...（4:26）[1]
2. なごり雪（3:57）[1]
3. いい日旅立ち（4:21）[1]
4. Goodbye Day（5:02）[1]
5. やさしさに包まれたなら（4:12）[1]
6. ラヴ・イズ・オーヴァー（4:02）[1]
7. かもめはかもめ（4:21）[1]
8. 乾杯（4:32）[1]
9. サボテンの花（5:12）[1]
10. いとしのエリー（5:05）[1]
11. Another Rain（4:50）[1]ボーナス・トラック
作詞：松井五郎　作曲：都志見隆
12. 涙が止まるまで（4:17）[1]ボーナス・トラック
作詞：mavie　作曲：京田誠一